# A la mie
A La Mie (en español, En La Mie, "La Miga" [un modesto café-restaurante ]) es un óleo sobre cartón de 53,5 x 68 cm de Henri de Toulouse-Lautrec, datable en 1891 y conservado en el Museo de Bellas Artes de Boston.

## Historia y descripción
Expuesto en el Salón de los Independientes de 1891, es la expresión de un momento de la vida proletaria, aunque observado con más detenimiento oculta muchos descubrimientos del "naturalismo" de Lautrec.
El hombre de la mesa es un buen amigo del pintor, Maurice Guibert, un comerciante de champán, en este caso retratado como un burgués decadente. Era un hombre jovial y amable que el artista siempre representó de manera caricaturesca. Está en compañía de una mujer de reputación "dudosa", probablemente su amante Mariette Berthau.
La obra parece estar influenciada por la pintura "Les Buveurs d'absynte" (Los bebedores de absenta) de Jean-François Raffaëlli y expuesta en la exposición impresionista de 1881 y en 1884 en su exposición personal.
En el rincón de un humilde café, los dos clientes acaban de almorzar sobre una mesa de mármol y hierro forjado.
La parquedad del ambiente y la mirada expectante de los personajes llaman inmediatamente la atención. El color determina el estado de ánimo de los personajes, es casi una interpretación expresionista.
Después de que Lautrec compuso la escena de Guibert y la mujer, hizo tomar una fotografía como recordatorio que utilizó más tarde al crear la pintura. La fotografía fue publicada en 1931 en el número 4 de L'Amour de l'Art.

Esto explica con qué frecuencia las obras de Lautrec que parecen creadas de una sola vez y espontáneamente, son en realidad el resultado de un cuidadoso estudio preparatorio.

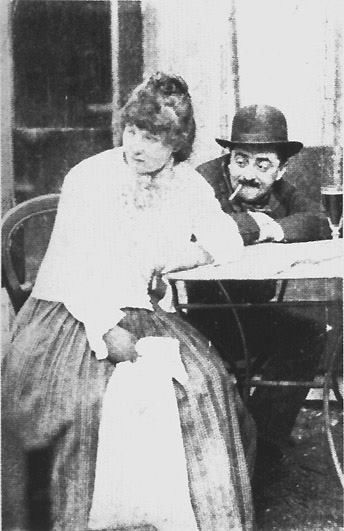
Fotografía de hacia 1891, reproducida en " L'Amour de l'Art ", n.4, abril de 1931, utilizada por Lautrec como tema del cuadro.